# Mabley Green
El Parque Mabley es una gran extensión de tierra común en Hackney Wick en el este del Burgo de Londres de Hackney midiendo 144 000 m² (35.5 acres). Originalmente era parte  de una masa de tierra continua en ambos lados del Lee Navegación que formó el Pantano de Hackney. En 1915 una parte del Pantano fue usada para crear la Fábrica de Proyectil Nacional, y después de que Primera Guerra Mundial, en 1922, este sitio se transformó en el parque de Mabley.
Tiene una cancha de fútbol, un gimnasio de calistenia y canastas de baloncesto.
La gran piedra de escalada en el centro del parque fue colocada allí en 2008 como parte de un proyecto de arte. Está diseñado como rocódromo o bouldering, habiendo varias rutas de dificultad variable. También pueda ser visto como pieza de escultura. La piedra  pesa alrededor 60 toneladas y fue extraída de Cornwall.
Para asegurar el mantenimiento adecuado de la cancha mientras que el Pantano de Hackney  era utilizado para aparcamiento de entrenador Olímpico, la mayoría de parque ocupado completamente con pistas de fútbol.  La mayoría de estos se debe a ser sacado del parque una vez los campos de Pantano de Hackney este están restaurados durante 2014. 
El consejo del Grupo del Usuario expresa la ambición para ser primer parque comestible del Reino Unido con fruta y árboles de fruto seco y los arbustos disponibles para disfrutar. Cuando parte de un proceso de consulta con el consejo, estos planes actualmente están siendo considerados junto con planes para añadir otro todo-campo de tiempo.